# Pidonia bouvieri
Pidonia bouvieri là một loài bọ cánh cứng trong họ Cerambycidae.